# Cell Communication and Signaling
Cell Communication and Signaling is een internationaal, aan collegiale toetsing onderworpen open access wetenschappelijk tijdschrift op het gebied van de celbiologie.
De naam wordt in literatuurverwijzingen meestal afgekort tot Cell Commun. Signal.
Het is opgericht in 2003 en wordt uitgegeven door BioMed Central.